# Федотов Нікіта Ігорович
Нікіта Ігорович Федотов (нар. 27 червня 2000, Дніпропетровськ, Україна) — український футболіст, воротар футбольного клубу «Буковина».

## Життєпис
Вихованець дніпровського футболу (ДЮСШ-12 та ДВУФК «Дніпро»), згодом потрапив до академії донецького «Шахтаря» — із 2014 по 2017 рік провів 29 матчів у чемпіонаті ДЮФЛ. В сезоні 2017/18 був заявлений за ФК «Полтаву». Проте у дорослому футболі дебютував у складі житомирського «Полісся» у кампанії 2019/20, зігравши повний матч проти «Поділля» у рамках першого попереднього етапу Кубка України. У 2020 році футбольне життя продовжив закордоном, а семе в одній із чеських команд. Після чого у кар’єрі Федотова були іспанські клуби: «Монтіхо» та «Понферрадіна», за обидва клуби дебютував в розіграшах національного кубка. Також в Іспанії разом із Андрієм Луніним отримав приз фейр-плей імені Антоніо Пуерти та Даніеля Харке від іспанської газети Marca. Перед стартом 2023/24 сезону став гравцем футбольного клубу «ЮКСА», у складі якого за два роки зіграв 51 поєдинок (42 матчі в чемпіонаті першої та другої ліги, 2 стикових поєдинка та 7 кубкових протистоянь). В липні 2025 року підписав контракт із першоліговим футбольним клубом «Буковина».

## Досягнення

### Командні
- Друга ліга України
  -  Срібний призер (1): 2023/24